# コムエアー3272便墜落事故
コムエアー3272便墜落事故（コムエアー3272びんついらくじこ）とは1997年1月9日にアメリカ合衆国ミシガン州で発生した航空事故である。

## 航空機と乗務員

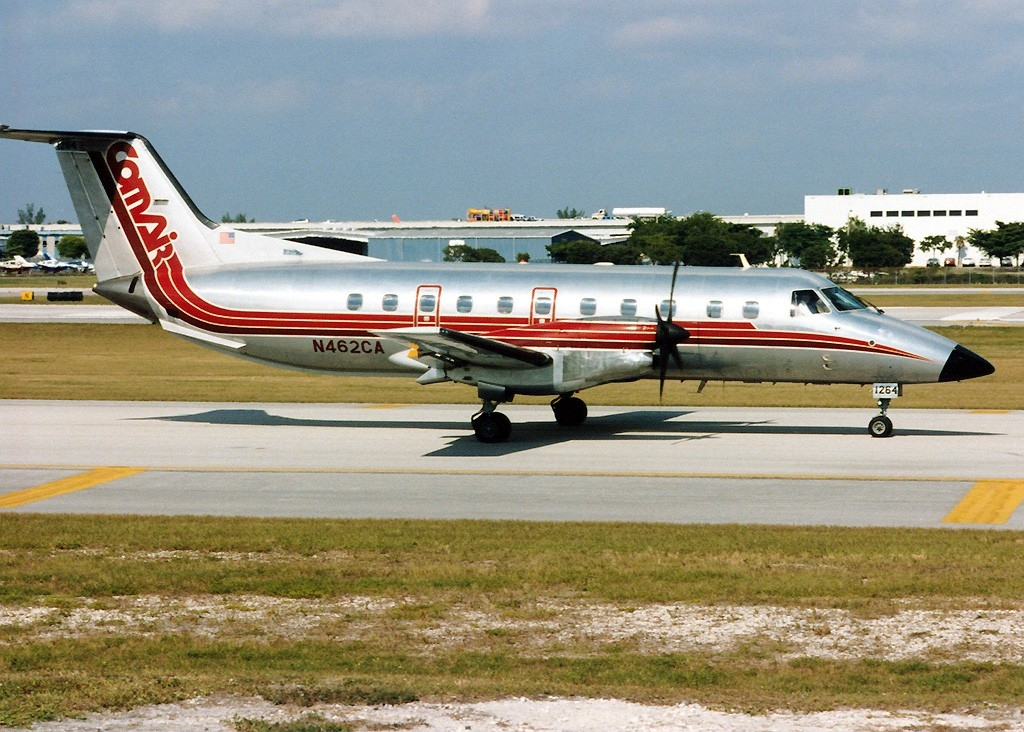
同型機のエンブラエル EMB-120

- 機体:エンブラエル 120 RT Brasilia、機体記号:N265CA
  - 機長：42歳 男性
  - 副操縦士：29歳 男性
  - 客室乗務員：26歳 女性
- 乗客：26名

## 事故の概要
1997年1月9日、コムエアー3272便（機材：エンブラエル EMB 120）はシンシナティ・ノーザンケンタッキー国際空港を出発しデトロイト・メトロポリタン・ウェイン・カウンティ空港へ向かっていた。3272便は同空港へ着陸進入中に約20度の左旋回を行った。通常ならば、水平に戻るはずが、機体は傾き続け40度にまで達し、対気速度は145ノットまで減速した。その後、突然機体が左に146度傾き、50度の角度で降下し始め、そのまま空港の18マイル手前のモンロー郡レーズンビル郡区に墜落した。この事故で搭乗していた全員（乗客26人、乗員3人）が死亡した。

## 事故後

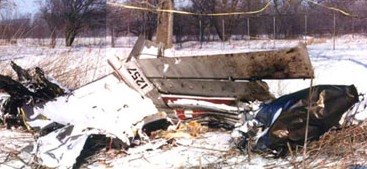
尾部の残骸

国家運輸安全委員会 (NTSB) は考えられる事故原因として、飛行中に着氷した場合の操縦についての基準が不十分であったことを挙げた。具体的には、着氷条件における適切な最低対気速度を連邦航空局 (FAA) が定めていなかったためで、薄く粗い氷の層が事故機の揚力面に形成されると機体が操縦不能となるのを防げていなかった。
また、着氷条件下の飛行エンベロープ下限付近でフラップを格納させたまま飛行させるという乗組員の判断も事故の要因のひとつとなった。事故以前、コムエアーはフラップの状態に応じた最低対気速度や着氷条件下での最低対気速度を明確に定めていなかった。

## 映像化
- メーデー!:航空機事故の真実と真相 第15シーズン第2話「Deadly Myth」[3]